# Liste des cantons de Loir-et-Cher

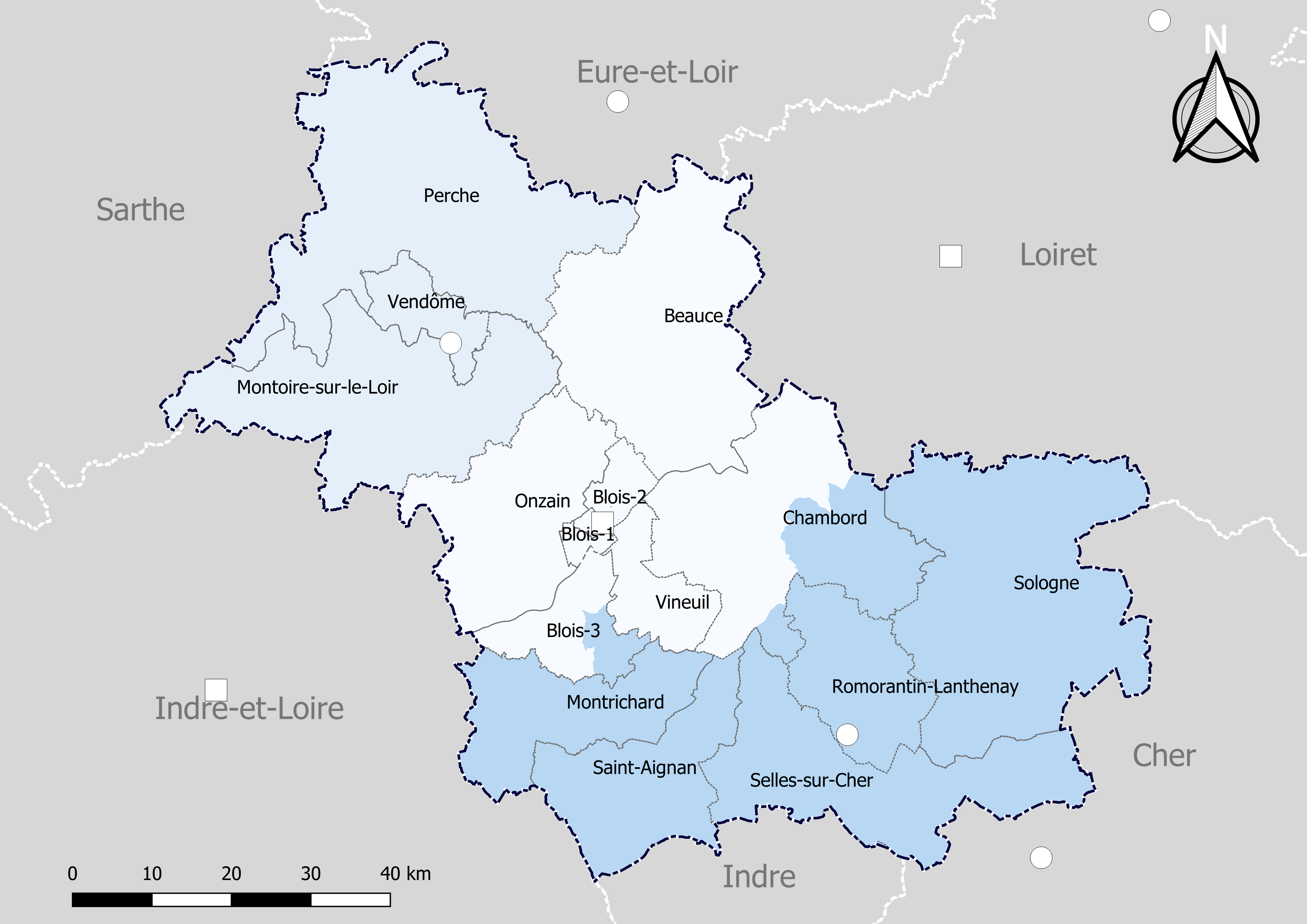
Découpage cantonal du département de Loir-et-Cher, avec en surimpression les arrondissements (en nuances de bleu). Carte arrêtée au 1er janvier 2019.

Le département de Loir-et-Cher compte 30 cantons depuis 1984. À partir de 2015, ce nombre est réduit à 15 à la suite du redécoupage cantonal de 2014.

## Histoire

### Découpage cantonal antérieur à 2015
Liste des 30 cantons du département de Loir-et-Cher, par arrondissement :
- arrondissement de Blois (13 cantons) : Canton de Blois 1 - Canton de Blois 2 - Canton de Blois 3 - Canton de Blois 4 - Canton de Blois 5 - canton de Bracieux - canton de Contres - canton d'Herbault - canton de Marchenoir - canton de Mer - canton de Montrichard - canton d'Ouzouer-le-Marché - canton de Vineuil

- arrondissement de Romorantin-Lanthenay (8 cantons) : canton de Lamotte-Beuvron - canton de Mennetou-sur-Cher - canton de Neung-sur-Beuvron - canton de Romorantin-Lanthenay-Nord - canton de Romorantin-Lanthenay-Sud - canton de Saint-Aignan [1]- canton de Salbris - canton de Selles-sur-Cher

- arrondissement de Vendôme (9 cantons) : canton de Droué - canton de Mondoubleau - canton de Montoire-sur-le-Loir - canton de Morée - canton de Saint-Amand-Longpré - canton de Savigny-sur-Braye - canton de Selommes - Canton de Vendôme 1 - Canton de Vendôme 2

### Redécoupage cantonal de 2014
Dans la poursuite de la réforme territoriale engagée en 2010, l'Assemblée nationale adopte définitivement le 17 avril 2013 la réforme du mode de scrutin pour les élections départementales destinée à garantir la parité hommes/femmes. Les lois (loi organique 2013-402 et loi 2013-403) sont promulguées le 17 mai 2013. Un nouveau découpage territorial est défini par décret du 21 février 2014 pour le département de Loir-et-Cher. Celui-ci entre en vigueur lors du premier renouvellement général des assemblées départementales suivant la publication du décret, soit en mars 2015. Les conseillers départementaux sont élus au scrutin majoritaire binominal mixte. Les électeurs de chaque canton éliront au Conseil départemental, nouvelle appellation des Conseils généraux, deux membres de sexe différent, qui se présenteront en binôme de candidats. Les conseillers départementaux seront élus pour 6 ans au scrutin binominal majoritaire à deux tours, l'accès au second tour nécessitant 10 % des inscrits au 1er tour. En outre la totalité des conseillers départementaux est renouvelée.
Ce nouveau mode de scrutin nécessite un redécoupage des cantons dont le nombre est divisé par deux avec arrondi à l'unité impaire supérieure si ce nombre n'est pas entier impair et avec des conditions de seuils minimaux. Dans le Loir-et-Cher le nombre de cantons passe ainsi de 30 à 15.
Les critères du remodelage cantonal sont les suivants : le territoire de chaque canton doit être défini sur des bases essentiellement démographiques, le territoire de chaque canton doit être continu et les communes de moins de 3 500 habitants sont entièrement comprises dans le même canton. Il n’est fait référence, ni aux limites des arrondissements, ni à celles des circonscriptions législatives.
Conformément à de multiples décisions du Conseil constitutionnel depuis 1985 et notamment  sa décision no 2010-618 DC du 9 décembre 2010,  il est admis que le principe d’égalité des électeurs au regard des critères démographiques est respecté lorsque le ratio conseiller/habitant de la circonscription est compris dans une fourchette de 20 % de part et d'autre du ratio moyen conseiller/habitant du département. Pour le département de Loir-et-Cher, la population de référence est la population légale en vigueur au 1er janvier 2013, à savoir la population millésimée 2010, soit 330 079 habitants. Avec 15 cantons la population moyenne par conseiller départemental est de 22 005 habitants. Ainsi la population de chaque nouveau canton doit-elle être comprise entre 17 604 habitants et 26 406 habitants pour respecter le principe de l'égalité citoyenne au vu des critères démographiques.

## Composition actuelle

### Composition détaillée
| N° | Nom du Canton           | Bureau centralisateur   | Population 2010         | Écart /moyenne | Nombre de communes entières | Communes composant le canton |
| -- | ----------------------- | ----------------------- | ----------------------- | -------------- | --------------------------- | --- |
| 1  | La Beauce               | Ouzouer-le-Marché       | 24 253                  | 1,1            | 34                          | Autainville, Avaray, Beauce la Romaine, Binas, Boisseau, Briou, La Chapelle-Saint-Martin-en-Plaine, Conan, Concriers, Courbouzon, Cour-sur-Loire, Épiais, Josnes, Lestiou, Lorges, La Madeleine-Villefrouin, Marchenoir, Maves, Mer, Muides-sur-Loire, Mulsans, Oucques la Nouvelle, Le Plessis-l'Échelle, Rhodon, Roches, Saint-Laurent-des-Bois, Saint-Léonard-en-Beauce, Séris, Suèvres, Talcy, Vievy-le-Rayé, Villeneuve-Frouville, Villermain, Villexanton. |
| 2  | Blois-1                 | Blois                   | fraction Blois          |                | fraction Blois              | Partie de la commune de Blois située à l'ouest d'une ligne définie par l'axe des voies et limites suivantes : depuis la limite territoriale de la commune de Saint-Sulpice-de-Pommeray, lisière de la forêt, allée de Bégon, route départementale 766, route de Château-Renault, ligne droite dans le prolongement de la rue Molière, rue Lenôtre, rue de la Quinière, rue de Cabochon, rue Gallieni, rue Albert-Ier, sentier rural 83 dit de la Villeneuve, ligne de chemin de fer, rue Augustin-Thierry, rue Albert-Ier, rue Félix-Duban, rue Charles-d'Orléans, rue Jacques-Gabriel, rue de Cabochon, rue Racine, rue du Moulin-Blanc, route de Château-Renault, chemin de Brisebarre, rue de Frileuse, sentier de l'Arrou, chemin du Val-de-l'Arrou, voie communale 151, rue Étienne-Baudet, rue Bossuet, rue du Bellay, rue Michel-Bégon, rue de la Mare, avenue de Vendôme, jusqu'à la limite territoriale de la commune de Villebarou. |
| 3  | Blois-2                 | Blois                   | 9 018 + fraction Blois  |                | 5 + fraction Blois          | 1° Les communes suivantes : La Chaussée-Saint-Victor, Menars, Saint-Denis-sur-Loire, Villebarou, Villerbon. 2° La partie de la commune de Blois située au nord d'une ligne définie par l'axe des voies et limites suivantes : depuis la limite territoriale de la commune de Villebarou, avenue de Vendôme, rue de la Mare, rue Michel-Bégon, rue du Bellay, rue Bossuet, rue Etienne-Baudet, voie communale 151, sentier de l'Arrou, chemin du Val-de-l'Arrou, rue de Frileuse, chemin de Brisebarre, route de Château-Renault, rue du Moulin-Blanc, rue Racine, rue de Cabochon, rue Jacques-Gabriel, rue Charles-d'Orléans, rue Félix-Duban, rue Albert-Ier, rue Augustin-Thierry, ligne de chemin de fer, rue des Hautes-Granges, rue de la Paix, rue du Bourg-Neuf, rue Gallois, place Victor-Hugo, avenue du Docteur-Jean-Laigret, boulevard Chanzy, rue des Lices, ligne droite dans le prolongement de la montée de la Banque, montée de la Banque, rue des Ecuries-du-Roi, rue du Foix, rue de l'Arceau, ligne droite dans le prolongement de la rue de l'Arceau, cours de la Loire, jusqu'à la limite territoriale de la commune de la Chaussée-Saint-Victor.                                                                                   |
| 4  | Blois-3                 | Blois                   | 11 889 + fraction Blois |                | 12 + fraction Blois         | 1° Les communes suivantes : Candé-sur-Beuvron, Chailles, Chaumont-sur-Loire, Le Controis-en-Sologne, Monthou-sur-Bièvre, Les Montils, Rilly-sur-Loire, Sambin, Seur, Valaire. 2° La partie de la commune de Blois située au sud d'une ligne définie par l'axe des voies et limites suivantes : depuis la limite territoriale de la commune de Saint-Sulpice-de-Pommeray, lisière de la forêt, allée de Bégon, route départementale 766, route de Château-Renault, ligne droite dans le prolongement de la rue Molière, rue Lenôtre, rue de la Quinière, rue de Cabochon, rue Gallieni, rue Albert-Ier, sentier rural 83 dit de la Villeneuve, ligne de chemin de fer, rue des Hautes-Granges, rue de la Paix, rue du Bourg-Neuf, rue Gallois, place Victor-Hugo, avenue du Docteur-Jean-Laigret, boulevard Chanzy, rue des Lices, ligne droite dans le prolongement de la montée de la Banque, montée de la Banque, rue des Ecuries-du-Roi, rue du Foix, rue de l'Arceau, ligne droite dans le prolongement de la rue de l'Arceau, cours de la Loire, rue Gaston-d'Orléans, rue Croix-Boissée, rue du 28-Janvier, rue des Acacias, levée des Acacias, avenue du Président-Wilson, jusqu'à la limite territoriale de la commune de Saint-Gervais-la-Forêt. |
| 5  | Chambord                | Chambord                | 25 152                  | 1,14           | 23                          | Bauzy, Bracieux, Chambord, Courmemin, Crouy-sur-Cosson, Dhuizon, La Ferté-Beauharnais, La Ferté-Saint-Cyr, Fontaines-en-Sologne, Huisseau-sur-Cosson, La Marolle-en-Sologne, Maslives, Montlivault, Mont-près-Chambord, Montrieux-en-Sologne, Neung-sur-Beuvron, Neuvy, Saint-Claude-de-Diray, Saint-Dyé-sur-Loire, Saint-Laurent-Nouan, Thoury, Tour-en-Sologne, Villeny. |
| 6  | Montoire-sur-le-Loir    | Montoire-sur-le-Loir    | 22 396                  | 1,02           | 46                          | Ambloy, Artins, Authon, Coulommiers-la-Tour, Crucheray, Les Essarts, Faye, Gombergean, Les Hayes, Houssay, Huisseau-en-Beauce, Lancé, Lavardin, Lunay, Marcilly-en-Beauce, Montoire-sur-le-Loir, Montrouveau, Naveil, Nourray, Périgny, Pray, Prunay-Cassereau, Rocé, Les Roches-l'Évêque, Saint-Amand-Longpré, Saint-Arnoult, Saint-Gourgon, Saint-Jacques-des-Guérets, Saint-Martin-des-Bois, Saint-Rimay, Sasnières, Selommes, Ternay, Thoré-la-Rochette, Tourailles, Troo, Vallée-de-Ronsard, Villavard, Villechauve, Villedieu-le-Château, Villemardy, Villeporcher, Villerable, Villeromain, Villetrun, Villiersfaux. |
| 7  | Montrichard Val de Cher | Montrichard Val de Cher | 20 631                  | 0,94           | 14                          | Chissay-en-Touraine, Choussy, Le Controis-en-Sologne, Couddes, Faverolles-sur-Cher, Fresnes, Monthou-sur-Cher, Montrichard Val de Cher, Oisly, Pontlevoy, Saint-Georges-sur-Cher, Saint-Julien-de-Chédon, Sassay, Vallières-les-Grandes. |
| 8  | Veuzain-sur-Loire       | Veuzain-sur-Loire       | 19 913                  | 0,9            | 21                          | Averdon, Champigny-en-Beauce, La Chapelle-Vendômoise, Fossé, Françay, Herbault, Lancôme, Landes-le-Gaulois, Marolles, Mesland, Monteaux, Saint-Bohaire, Saint-Cyr-du-Gault, Saint-Etienne-des-Guérets, Saint-Lubin-en-Vergonnois, Saint-Sulpice-de-Pommeray, Santenay, Valencisse, Valloire-sur-Cisse, Veuzain-sur-Loire, Villefrancœur. |
| 9  | Le Perche               | Savigny-sur-Braye       | 23 621                  | 1,07           | 50                          | Baillou, Beauchêne, Bonneveau, Bouffry, Boursay, Brévainville, Busloup, Cellé, La Chapelle-Enchérie, La Chapelle-Vicomtesse, Chauvigny-du-Perche, Choue, Cormenon, Couëtron-au-Perche, Danzé, Droué, Épuisay, Fontaine-les-Coteaux, Fontaine-Raoul, La Fontenelle, Fortan, Fréteval, Le Gault-Perche, Lignières, Lisle, Moisy, Mondoubleau, Morée, Ouzouer-le-Doyen, Pezou, Le Plessis-Dorin, Le Poislay, Rahart, Renay, Romilly, Ruan-sur-Egvonne, Saint-Firmin-des-Prés, Saint-Hilaire-la-Gravelle, Saint-Jean-Froidmentel, Saint-Marc-du-Cor, Sargé-sur-Braye, Savigny-sur-Braye, Sougé, Le Temple, La Ville-aux-Clercs, Villebout. |
| 10 | Romorantin-Lanthenay    | Romorantin-Lanthenay    | 19 255                  | 0,88           | 6                           | Loreux, Millançay, Romorantin-Lanthenay, Veilleins, Vernou-en-Sologne, Villeherviers. |
| 11 | Saint-Aignan            | Saint-Aignan            | 19 349                  | 0,88           | 16                          | Angé, Châteauvieux, Châtillon-sur-Cher, Chémery, Couffy, Mareuil-sur-Cher, Méhers, Meusnes, Noyers-sur-Cher, Pouillé, Rougeou, Saint-Aignan, Saint-Romain-sur-Cher, Seigy, Soings-en-Sologne, Thésée. |
| 12 | Selles-sur-Cher         | Selles-sur-Cher         | 21 081                  | 0,96           | 17                          | Billy, La Chapelle-Montmartin, Châtres-sur-Cher, Gièvres, Gy-en-Sologne, Langon, Lassay-sur-Croisne, Maray, Mennetou-sur-Cher, Mur-de-Sologne, Orçay, Pruniers-en-Sologne, Saint-Julien-sur-Cher, Saint-Loup, Selles-sur-Cher, Theillay, Villefranche-sur-Cher. |
| 13 | La Sologne              | Salbris                 | 23 174                  | 1,05           | 14                          | Chaon, Chaumont-sur-Tharonne, La Ferté-Imbault, Lamotte-Beuvron, Marcilly-en-Gault, Nouan-le-Fuzelier, Pierrefitte-sur-Sauldre, Saint-Viâtre, Salbris, Selles-Saint-Denis, Souesmes, Souvigny-en-Sologne, Vouzon, Yvoy-le-Marron. |
| 14 | Vendôme                 | Vendôme                 | 24 868                  | 1,13           | 8                           | Areines, Azé, Mazangé, Meslay, Sainte-Anne, Saint-Ouen, Vendôme, Villiers-sur-Loir. |
| 15 | Vineuil                 | Vineuil                 | 18 991 + fraction Blois |                | 7+ fraction Blois           | 1° Les communes suivantes : Cellettes, Cheverny, Chitenay, Cormeray, Cour-Cheverny, Saint-Gervais-la-Forêt, Vineuil. 2° La partie de la commune de Blois non incluse dans les cantons de Blois-1, Blois-2 et Blois-3. |
|    |                         |                         | 330 079                 |                | 291                         | |

### Répartition par arrondissement
Contrairement à l'ancien découpage où chaque canton était inclus à l'intérieur d'un seul arrondissement, le nouveau découpage territorial s'affranchit des limites des arrondissements. Certains cantons peuvent être composés de communes appartenant à des arrondissements différents. Dans le département de Loir-et-Cher, c'est le cas de cinq cantons (La Beauce, Chambord, Montrichard, Le Perche et Saint-Aignan).
Le tableau suivant présente la répartition par arrondissement :
| N° | Canton               | Blois               | Vendôme | Romorantin-Lanthenay | Total               |
| -- | -------------------- | ------------------- | ------- | -------------------- | ------------------- |
| 1  | La Beauce            | 39                  | 4       |                      | 43                  |
| 2  | Blois-1              | fraction Blois      |         |                      | fraction Blois      |
| 3  | Blois-2              | 5 + fraction Blois  |         |                      | 5 + fraction Blois  |
| 4  | Blois-3              | 12 + fraction Blois |         |                      | 12 + fraction Blois |
| 5  | Chambord             | 14                  |         | 9                    | 23                  |
| 6  | Montoire-sur-le-Loir |                     | 47      |                      | 47                  |
| 7  | Montrichard          | 14                  |         | 2                    | 16                  |
| 8  | Onzain               | 26                  |         |                      | 26                  |
| 9  | Le Perche            | 2                   | 48      |                      | 50                  |
| 10 | Romorantin-Lanthenay |                     |         | 6                    | 6                   |
| 11 | Saint-Aignan         | 1                   |         | 15                   | 16                  |
| 12 | Selles-sur-Cher      |                     |         | 17                   | 17                  |
| 13 | La Sologne           |                     |         | 14                   | 14                  |
| 14 | Vendôme              |                     | 8       |                      | 8                   |
| 15 | Vineuil              | 7 + fraction Blois  |         |                      | 7 + fraction Blois  |
|    |                      | 121                 | 107     | 63                   | 291                 |